# Sint-Andrieskerk (Balen)

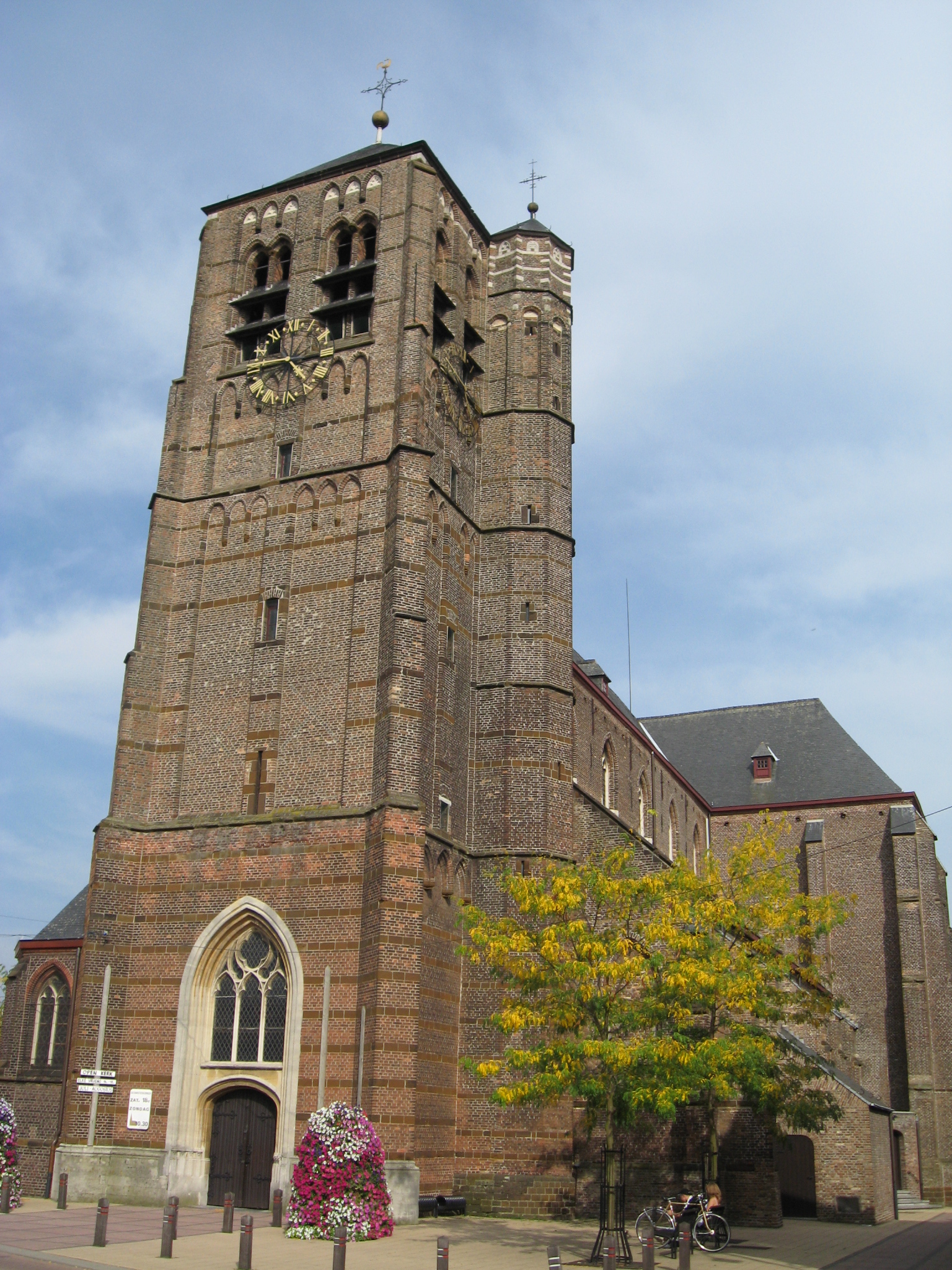
Sint-Andrieskerk

De Sint-Andrieskerk is de parochiekerk van Balen-Dorp.

## Geschiedenis
Vermoedelijk stond op deze plaats een 13e-eeuwse kapel, maar archiefmateriaal hieromtrent is niet voorhanden. De huidige kerk in Brabantse gotiek werd gebouwd tussen 1444 en 1508. Pas in 1526 was de bouw voltooid, maar in 1578 en 1684 werd de kerk beschadigd door brand, om in 1686 te worden hersteld. In 1717 werden nieuwe gewelven aangebracht. Midden 18e eeuw werd een schooltje tegen de kerk aan gebouwd dat later dienstdeed als gemeentehuis om in 1910 te worden afgebroken en vervangen door een neogotische doopkapel, ontworpen door M. Christiaens. In de loop van de 19e en 20e eeuw vonden diverse restauraties plaats.

## Gebouw
De Sint-Andrieskerk is een driebeukige kruisbasiliek, waarvan de laat-15e-eeuwse toren opgetrokken is uit baksteen en ijzerzandsteen, afkomstig uit de omgeving van Diest.
De toren heeft een laag tentdak, dat werd aangebracht nadat de spits door de brand van 1684 werd verwoest.

## Interieur
De kerk bezit een aantal 16e-eeuwse houten beelden, waaronder een heilige Anna en een Johannes de Doper; voorts 17e-eeuwse beelden, zoals een piëta, en een Madonna met kind door Pieter Verbruggen. Uit 1725 stamt een beeld van Cosmas en Damianus, door Jan van Elewyt. Ook 19e-eeuwse beelden zijn aanwezig.
Er zijn ook diverse schilderijen, waaronder een Aanbidding der Herders, toegeschreven aan Gaspar de Crayer. Er is een reliekschrijn van de heilige Odrada uit de 2e helft van de 18e eeuw. Het betreffende reliek werd in 1654 naar Balen gebracht. Het geelkoperen doopvont uit 1549 werd vervaardigd door Nicolaas Coopman. Twee biechtstelen dateren uit de eerste helft van de 17e eeuw. De zijaltaren zijn uit begin 18e eeuw. Het orgel, uit 1723, werd vervaardigd door Christiaan Penceler en de orgelkast door Jan van Elewyt.
In 1893 werden in het koor glas-in-loodramen geplaatst, vervaardigd door Arthur-Théodore Verhaegen.